# Nelson Agholor
(en) Statistiques sur pro-football-reference
Nelson Agholor, né le 24 mai 1993 à Lagos, est un sportif professionnel nigéro-américain de football américain. 
Wide receiver, il joue dans la National Football League (NFL) pour les Ravens de Baltimore après avoir été chez les Eagles de Philadelphie (2015-2019), les Raiders de Las Vegas (2020) et les Patriots de la Nouvelle-Angleterre (2021-2022).
Au terme de la saison 2017, il remporte avec les Eagles, le Super Bowl LII gagné 41 à 33 contre les Patriots.

## Biographie

### Jeunesse
Né au Nigeria, il émigre avec sa famille aux États-Unis à l'âge de cinq ans. Il a grandi dans la ville de Tampa en Floride.

### Carrière universitaire
Agholor intègre en 2012 l'université de Californie du Sud et joue pour l'équipe des Trojans de 2012 à 2014 dans la NCAA Division I FBS. 
Lors de sa troisième saison avec les Trojans, il totalise 104 réceptions pour un total de 1 313 yards et 12 touchdowns et inscrits deux touchdowns supplémentaires à la suite de retours de punt. Il renonce à jouer sa quatrième et dernière saison universitaire en se déclarant éligible à la draft 2015 de la NFL.

### Carrière professionnelle

#### Draft
Agholor est sélectionné en 20e choix global lors du premier tour de la draft 2015 de la NFL par la franchise des Eagles de Philadelphie.

#### Eagles de Philadelphie

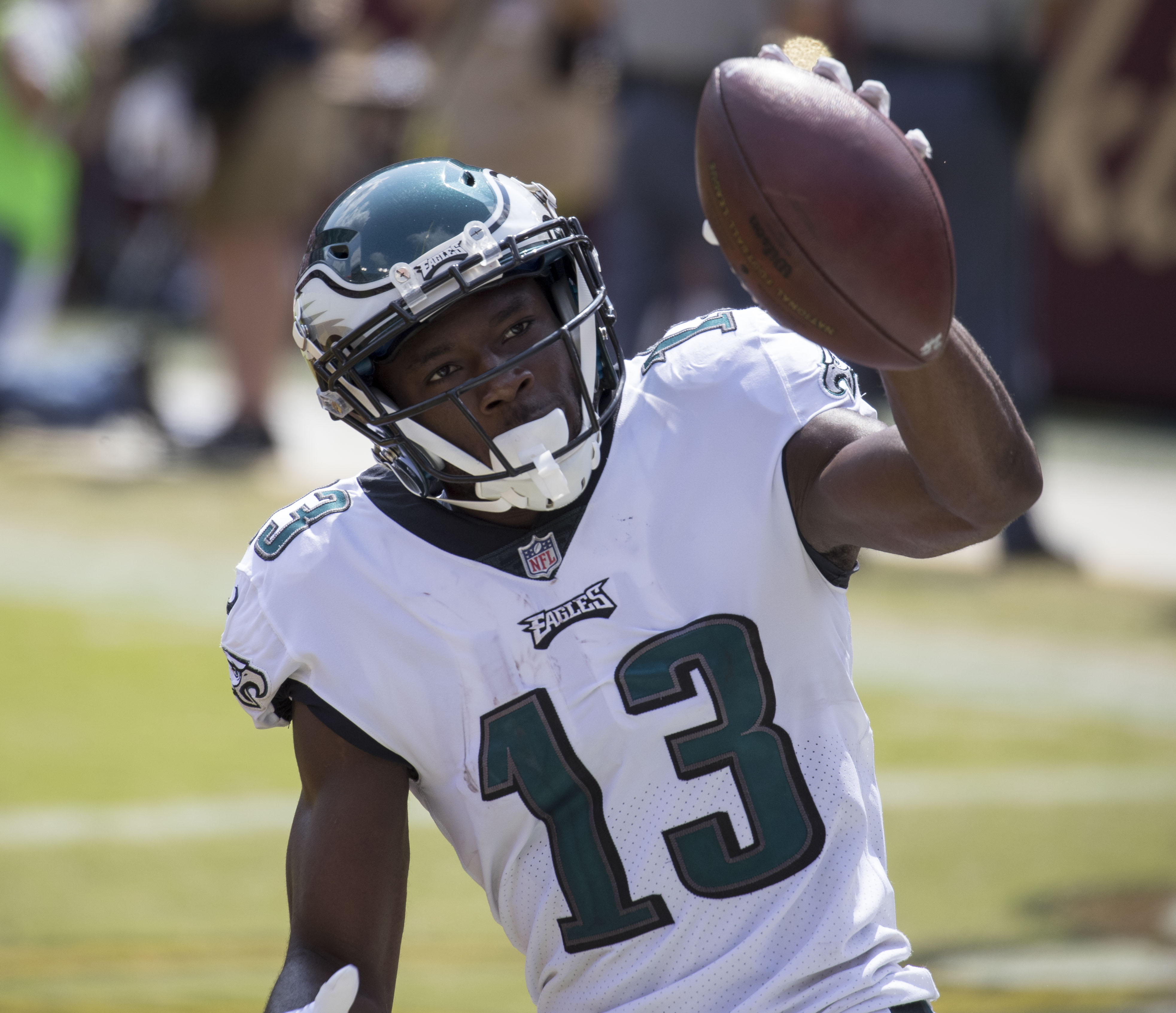
Nelson Agholor en 2017.

Agholor signe un contrat de 4 ans d'un montant de 9,4 millions de $ incluant une prime à la signature de 5,1 millions avec les Eagles.
Rookie, il inscrit son premier touchdown professionnel lors du match en 14e semaine de la saison 2015 face aux Bills de Buffalo
En 2017, il est déplacé dans le slot. C'est à cette position qu'il rencontre le succès, concluant la saison avec 62 réceptions pour un gain total de 768 yards et 8 touchdowns. Les Eagles se qualifient pour la série éliminatoire et Agholor remporte, dès sa deuxième saison en NFL, le Super Bowl LII disputé contre les Patriots de la Nouvelle-Angleterre.

#### Raiders de Las Vegas
Agholor signe le 25 mars 2020 un contrat d'une saison aux Raiders de Las Vegas.

#### Patriots de la Nouvelle-Angleterre

##### Ravens de Baltimore
Le 24 mars 2023, Agholor signe un contrat d'un an pour un montant de 3,25 millions de $ avec les Ravens de Baltimore.

## Statistiques
| Légende | Légende               |
| ------- | --------------------- |
|         | Gagnant du Super Bowl |
| Gras    | Record de carrière    |

| Année       | Équipe           | Statut      | MJ |     | Passes réceptionnées | Passes réceptionnées | Passes réceptionnées | Passes réceptionnées |       | Courses | Courses | Courses | Courses |
| Année       | Équipe           | Statut      | MJ | Nb. | Yards                | Moy.                 | TD                   | Nb.                  | Yards | Moy.    | TD      |         |         |
| 2012        | Trojans de l'USC | Fr.         | 13 | 018 | 0 341                | 18,9                 | 02                   | 1                    | 7     | 7,0     | 0       |         |         |
| 2013        | Trojans de l'USC | So.         | 14 | 056 | 0 918                | 16,4                 | 06                   | 2                    | 8     | 4,0     | 0       |         |         |
| 2014        | Trojans de l'USC | Jr.         | 13 | 104 | 1 313                | 12,6                 | 12                   | 4                    | 3     | 0,8     | 0       |         |         |
| Totaux NCAA | Totaux NCAA      | Totaux NCAA | 40 | 158 | 2 572                | 14,4                 | 20                   | 7                    | 18    | 2,6     | 0       |         |         |

| Année              | Équipe                             | MJ  |                 | Passes réceptionnées | Passes réceptionnées | Passes réceptionnées | Passes réceptionnées |                 | Courses         | Courses         | Courses | Courses |  | Fumbles | Fumbles |
| Année              | Équipe                             | MJ  | Nb.             | Yards                | Moy.                 | TD                   | Nb.                  | Yards           | Moy.            | TD              | Nb.     | Perdus  |  |         |         |
| 2015               | Eagles de Philadelphie             | 13  | 23              | 283                  | 12,3                 | 1                    | -                    | -               | -               | -               | 1       | 1       |  |         |         |
| 2016               | Eagles de Philadelphie             | 15  | 36              | 365                  | 10,1                 | 2                    | 5                    | 14              | 02,8            | 0               | 1       | 0       |  |         |         |
| 2017               | Eagles de Philadelphie             | 16  | 62              | 768                  | 12,4                 | 8                    | 1                    | 07              | 07,0            | 0               | 0       | 0       |  |         |         |
| 2018               | Eagles de Philadelphie             | 16  | 64              | 736                  | 11,5                 | 4                    | 3                    | 32              | 10,7            | 0               | 1       | 0       |  |         |         |
| 2019               | Eagles de Philadelphie             | 11  | 39              | 363                  | 09,3                 | 3                    | 2                    | 07              | 03,5            | 0               | 2       | 1       |  |         |         |
| 2020               | Raiders de Las Vegas               | 16  | 48              | 896                  | 18,7                 | 8                    | -                    | -               | -               | -               | 0       | 0       |  |         |         |
| 2021               | Patriots de la Nouvelle-Angleterre | 15  | 37              | 473                  | 12,8                 | 3                    | 3                    | 11              | 03,7            | 0               | 0       | 0       |  |         |         |
| 2022               | Patriots de la Nouvelle-Angleterre | 16  | 31              | 362                  | 11,7                 | 2                    | -                    | -               | -               | -               | 2       | 2       |  |         |         |
| 2023               | Ravens de Baltimore                | ?   | Saison en cours | Saison en cours      | Saison en cours      | Saison en cours      | Saison en cours      | Saison en cours | Saison en cours | Saison en cours | ?       | ?       |  |         |         |
| Totaux en carrière | Totaux en carrière                 | 118 | 340             | 4 426                | 12,5                 | 31                   | 14                   | 71              | 5,1             | 0               | 7       | 4       |  |         |         |

| Année              | Équipe                             | MJ |     | Passes réceptionnées | Passes réceptionnées | Passes réceptionnées | Passes réceptionnées |       | Courses | Courses | Courses | Courses |
| Année              | Équipe                             | MJ | Nb. | Yards                | Moy.                 | TD                   | Nb.                  | Yards | Moy.    | TD      |         |         |
| 2017               | Eagles de Philadelphie             | 3  | 15  | 167                  | 11,1                 | 0                    | 4                    | 29    | 07,3    | 0       |         |         |
| 2018               | Eagles de Philadelphie             | 2  | 04  | 038                  | 09,5                 | 0                    | 1                    | 12    | 12,0    | 0       |         |         |
| 2021               | Patriots de la Nouvelle-Angleterre | 1  | 01  | 018                  | 18,0                 | 0                    | -                    | -     | -       | -       |         |         |
| Totaux en carrière | Totaux en carrière                 | 6  | 20  | 223                  | 11,1                 | 0                    | 5                    | 41    | 8,2     | 0       |         |         |